# مكتب محاماة

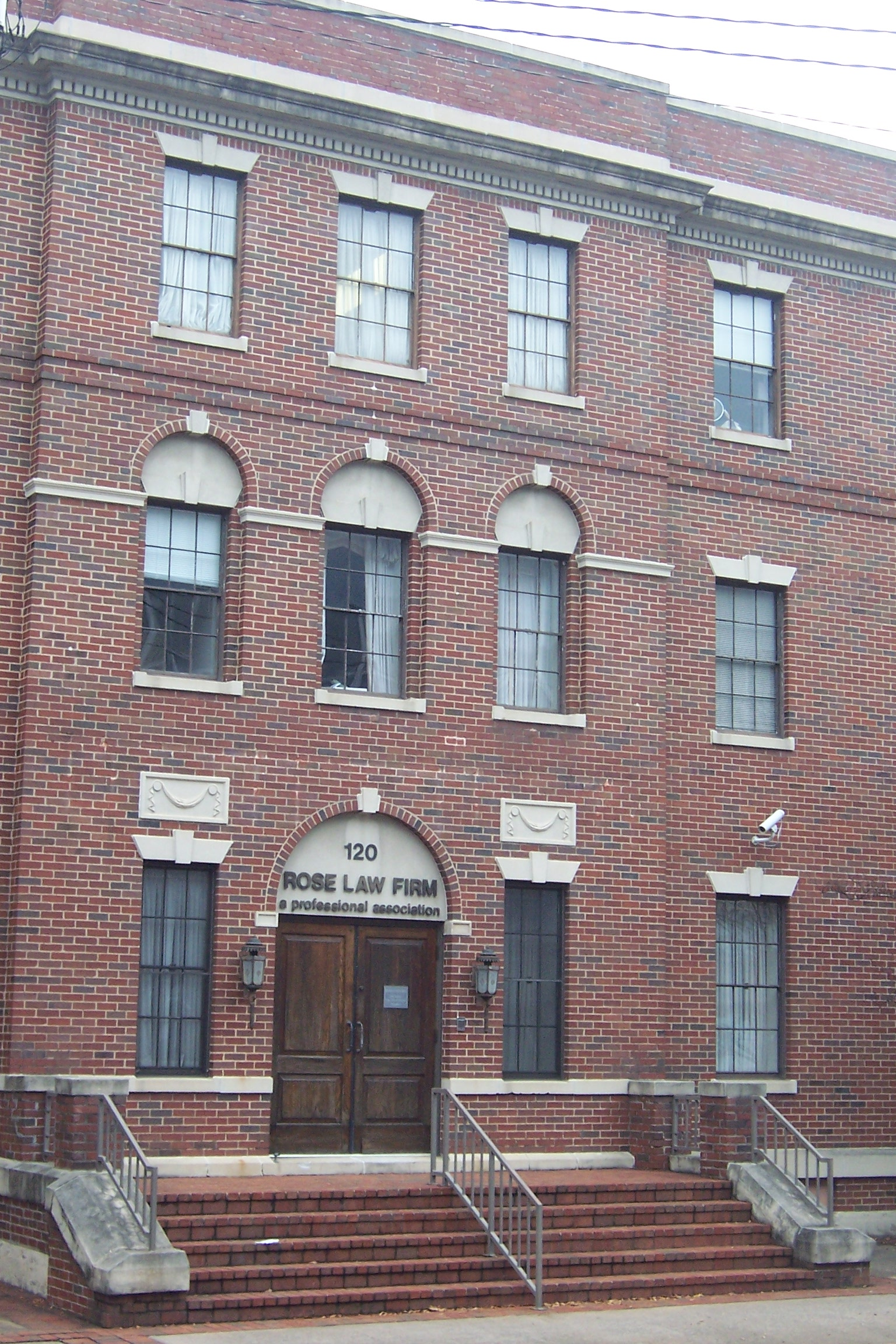
مكتب محاماة

مكتب المحاماة هي كيان تجاري قانوني يؤسسه محامٍ أو أكثر لممارسة الأنشطة المتعلقة بمهنة المحاماة. حيث يعد هدفها الرئيسي تقديم المشورة القانونية للعملاء (أفراد أو شركات) عن حقوقهم وإلتزاماتهم القانونية، بالإضافة إلى تمثيل العملاء في القضايا المدنية أو الجنائية، والمعاملات التجارية، وغيرها من الأمور التي يتم فيها طلب المشورة القانونية وغيرها من المساعدات حيث يجوز لها تمثيل موكلها.
وعادة ما يكتسب المحامون الجدد في الشركة الخبرة، للوصول إلى الإدارة والحصول على نسبة من رأس مال الشركة، مع إبقاء الدخل إلى الحد الأدنى.
توظف شركة المحاماة المحامين بشكل رئيسي، بالإضافة إلى مناصب سكرتارية، مهندسي كمبيوتر، ووكلاء.

## التنظيم
يتم تنظيم شركات المحاماة بطرق متنوعة خصوصا في الدول الغربية، اعتمادًا على الاختصاص الذي تمارسه الشركة. تشمل الترتيبات المشتركة ما يلي:
- الشركة الفردية هي الشركة التي يكون فيها المحامي المالك الوحيد لمكتب المحاماة والمسؤول عن جميع الأرباح والخسائر والمسؤوليات.
- الشراكة العامة هي الشركة التي يشترك فيها جميع المحامين في الملكية والأرباح والالتزامات.
- الشركات المهنية هي الشركة التي تصدر الأسهم إلى المحامين بطريقة مماثلة لتلك الخاصة بمؤسسة تجارية.
- شركة ذات مسؤولية محدودة هي الشركة التي يُطلق عليها اسم مالكي شركة المحاماة ولكنهم ليسوا مسؤولين مباشرة تجاه دائني الطرف الثالث في شركة المحاماة (ممنوعة ضد السياسة العامة في العديد من الولايات القضائية ولكن يُسمح بها في جهات أخرى في شكل "مسؤولية محدودة من الفئة الفنية" شركة "أو" PLLC ") ؛
- جمعية مهنية هي الشركة التي تعمل تماما مع الشركات المهنية أو شركة ذات مسؤولية محدودة.
- شركة تضامنية محدودة المسؤولية (LLP) هي الشركة التي يكون فيها مالكي المحاماة شركاء مع بعضهم البعض، دون وجود شريك مسؤول أمام أي دائن لدى مكتب المحاماة كما لا يعتبر أي شريك مسؤولا عن أي إهمال أو سوء تصرف من جانب أي شريك آخر.